# Matriz ósea

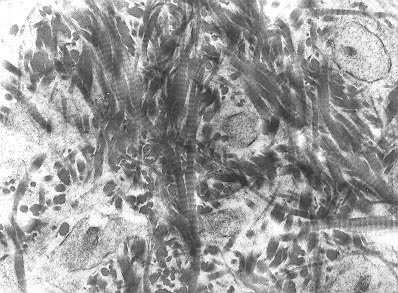
Se observan: en el centro matriz ósea, con fibras de colágeno orientadas de forma vertical; a la derecha, arriba y abajo, se observan núcleos celulares de osteocitos.

La matriz ósea proporciona las características y propiedades específicas al hueso. Está compuesta en un 35 % por material orgánico, sobre todo fibras colágenas, proteínas óseas y proteoglucanos, y en un 65 % por minerales (sales inorgánicas). Gracias a esta composición es posible un esfuerzo de torsión y flexión considerables.

## Componentes orgánicos

### Colágeno
El colágeno totaliza el 90 % del material orgánico del hueso. Pertenece al tipo I, pero muestra algunas diferencias moleculares con respecto al colágeno tipo I del tejido conjuntivo laxo.

### Otras proteínas
Otras proteínas son la osteocalcina, la osteopontina (una fosfoproteína), la osteonectina (semejante a la fibronectina), la proteína ósea, la trombospondina, la fosfatasa alcalina, etcétera. La síntesis de las proteínas óseas en los osteoblastos es estimulada por muchos factores de crecimiento, somatomedinas, en parte la vitamina D3, entre otros compuestos. La función de estas proteínas de la matriz solo se conoce parcialmente; algunas desempeñan un papel en la mineralización.

## Componentes inorgánicos
El material inorgánico consiste de depósito de fosfato de calcio, la hidroxiapatita. Los cristales de apatita miden unos 40 nm de largo.

### Mineralización
La mineralización de la matriz ósea, comienza en puntos de cristalización de la fibrillas colágenas. En estos puntos se depositan inicialmente los cristales de apatita a intervalos regulares y paralelos al eje longitudinal de las fibrillas.
 
La apatita también aparece en vesículas pequeñas que brotan de la superficie de los osteoblastos (vesículas matriciales) y se libera desde ella. Ambos mecanismos de mineralización (puntos de cristalización de colágeno y vesículas matriciales) ocurren al mismo tiempo.
 
Hasta el momento no se conocen bien los factores que determinan la mineralización in vivo. Se supone que las proteínas óseas osteocalcina, osteonectina y osteopontina, así como la fosfatasa alcalina de los osteoblastos, desempeñan un papel en la formación de los cristales de apatita.
La composición del material orgánico e inorgánico del tejido óseo se encuentra bajo múltiples influencias hormonales, metabólicas y alimentarias.